# Organpipe Nunatak
Der Organpipe Nunatak (englisch für Orgelpfeifen-Nunatak) ist ein rund 150 m hoher Nunatak auf der westantarktischen James-Ross-Insel. Er ragt aus dem bislang unbenannten Gletscher auf, der in westlicher Richtung zur Holluschickie Bay fließt.
Das UK Antarctic Place-Names Committee verlieh ihm 1998 seinen deskriptiven Namen. Namensgebend sind die säulenartigen Strukturen im Doleritgestein des Nunataks, die an Orgelpfeifen erinnern.